# بانگسکی اورشاتس
بانگسکی اورشاتس (به صربی: Banjski Orešac) یک منطقهٔ مسکونی در صربستان است که در Knjaževac واقع شده‌است. بانگسکی اورشاتس ۹۶ نفر جمعیت دارد.